# Canal KondZilla
Konrad Cunha Dantas (né le 13 septembre 1988), mieux connu sous le nom de scène KondZilla, ou simplement KOND, est un scénariste et réalisateur brésilien. Il est le fondateur de KondZilla Records, qui est une société de production de vidéoclips et une maison de disques souvent reconnue pour être le principal vulgarisateur de l'ostentação funk,. Il possède actuellement la plus grande chaîne YouTube au Brésil et en Amérique latine, et la troisième plus grande chaîne musicale au monde, avec 65,9 millions d'abonnés et 36,5 milliards de vues,. En plus de ses vidéoclips, il est également le créateur et réalisateur du drame Netflix Sitonia.
Parmi les artistes qui ont travaillé avec KondZilla figurent des groupes de funk, de rock et de rap tels que : MC Guimê, DJ Marlboro, Mr. Catra, Charlie Brown Jr., Karol Conka, Racionais MC's et Aloe Blacc.

## Jeunesse
Konrad Dantas est né dans la ville de Guarujá, São Paulo. Sa mère était enseignante et son père travaillait comme maçon. À l'âge de 18 ans, il a travaillé comme concepteur de sites Web dans une université de Santos, São Paulo. À 18 ans, sa mère décède, lui laissant une importante assurance-vie. Il a utilisé une partie de cet argent pour acheter un appareil photo Canon EOS 5D afin de poursuivre une carrière dans la production vidéo . Dantas a ensuite déménagé dans la ville de São Paulo, où il a étudié la cinématographie, la post-production et la photographie.

## Carrière
En 2017, KondZilla Records a été intégré à la société de production de Dantas, qui existe depuis 2011. Le label gère la carrière d'artistes tels que MC Kevinho, MC Kekel, MC Guimê, MC Dede, Dani Russo, Mc Rodolfinho, Mc Mm ; et lance leurs clips sur sa chaîne[réf. nécessaire].
KondZilla a produit plus de 1 000 clips vidéo et sa chaîne YouTube compte plus de 50 millions d'abonnés, soit près de la moitié des utilisateurs uniques de YouTube au Brésil et 22 % de la population brésilienne. Il compte également plus de 25 milliards de vues sur sa chaîne YouTube. Le 3 février 2018, il a dépassé Whindersson Nunes, faisant de lui la plus grande chaîne brésilienne sur YouTube en nombre d'abonnés,.
KondZilla a également réalisé les DVD Música Popular Caiçara du groupe de rock Charlie Brown Jr. et Imagination de MC Boy of Charmes,.